# René Valmy

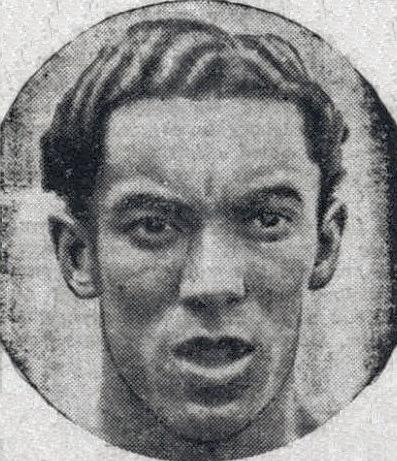
René Valmy, 1941

René Charles Valmy (* 24. Dezember 1920 in Tarbes; † 6. November 1977 ebd.) war ein französischer Sprinter und Weitspringer.
1939 gewann er Silber über 100 Meter bei den Internationalen Universitätsspielen.
Bei den Europameisterschaften 1946 in Oslo schied er über 100 Meter im Halbfinale aus und gewann Silber in der 4-mal-100-Meter-Staffel.
1948 erreichte er bei den Olympischen Spielen in London über 100 Meter das Viertelfinale und schied in der 4-mal-100-Meter-Staffel im Vorlauf aus.
Bei den Europameisterschaften 1950 in Brüssel scheiterte er im Weitsprung in der Qualifikation.
Fünfmal wurde er Französischer Meister über 100 Meter und viermal über 200 Meter.

## Persönliche Bestleistungen
- 100 m: 10,5 s, 4. Mai 1941, Tunis
- 200 m: 21,6 s, 16. August 1948, Colombes
- Weitsprung: 7,34 m, 27. Juni 1948, Marmande